# Hornschuchshausen
Hornschuchshausen (oberfränkisch: Hoanschuhausn)  ist ein Gemeindeteil des Marktes Mainleus im Landkreis Kulmbach (Oberfranken, Bayern). Hornschuchshausen liegt in der Gemarkung Mainleus. Das Dorf geht auf die ab 1913 entstandene Arbeitersiedlung Hornschuchhausen zurück.

## Geografie
Hornschuchshausen liegt im Nordosten von Oberfranken rechtsseitig des Prötschenbachs, eines rechten Main-Zuflusses, und nördlich der Bahnstrecke Bamberg–Hof auf der Gemarkung Mainleus, einer Fläche, die seit der Gemeindegründung im Jahr 1818 zu Mainleus gehört. Die Nachbarorte sind Wernstein und Veitlahm im Norden, Prötschenbach im Nordosten, Seidenhof im Osten, Unterauhof im Südosten, Mainleus im Südwesten, Schwarzach bei Kulmbach im Westen und Wachholder im Nordosten. Der Ortsteil ist mit dem einen Kilometer entfernten Mainleus zusammengewachsen und von dort aus über die Kreisstraße KU 6 erreichbar.

## Geschichte
Der heutige Mainleuser Gemeindeteil Hornschuchshausen hat seinen Ursprung in der Arbeitersiedlung Hornschuchhausen der Kulmbacher Spinnerei. Im Jahr 1907 gründete Fritz Hornschuch als Mitinhaber der Kulmbacher Spinnerei einen Zweigbetrieb in der Nachbargemeinde Mainleus. Bereits bei der ersten Erweiterung der Fabrik 1912 wurde deutlich, dass für die Deckung des Arbeitskräftebedarfs Wohnraum für den Zuzug auswärtiger Arbeitskräfte geschaffen werden musste. Hornschuch rief zu diesem Zweck im selben Jahr einen Architekturwettbewerb aus. Den Auftrag erhielt schließlich der Nürnberger Architekt Rolf Behringer. Die Werkssiedlung wurde in der Folge in den Jahren von 1913 bis 1940 in drei Bauabschnitten errichtet.
Vor dem Ersten Weltkrieg entstanden zunächst u. a. die zu Gebäudegruppen zusammengefügten Einfamilienhäuser im Westen der Siedlung sowie das Gasthaus zur Spinnstube als erster Teil der Platzgruppe. Trotz des überschaubaren Projekt-Umfangs wurde die Bauausführung an drei Baugeschäfte vergeben: R. Bacher (Kulmbach), Winter (Kulmbach) und Joh. Goetz (Mainleus). Die Dachdeckerarbeiten übernahm komplett der Nürnberger Betrieb von Sigmund Haussen. Fenster und andere Schreinerarbeiten führte die Kulmbacher Werkstatt von Zacharias Böhm aus.
Zwischen 1918 und 1923 wurden u. a. die beiden Mehrfamilienwohnhäuser am Ostrand der Siedlung, der zweite Teil der Platzgruppe in der Mitte der Siedlung sowie die Turnhalle und das Gärtnerhaus gebaut. Die Federführung bei beiden Bauabschnitten lag wiederum beim Architekten Rolf Behringer. Die Gebäude sind im Stil der Heimatschutzarchitektur gebaut. In den 1930er Jahren wurde schließlich u. a. ein weiterer Siedlungsabschnitt mit Zweifamilienhäusern errichtet, die sogenannte Minnalotte-Hornschuch-Siedlung, sowie die katholische Kirche St. Antonius und ein Kindergarten. Die meisten Gebäude aus dieser Zeit (mit Ausnahme der katholischen Kirche) wurden vom Kulmbacher Architekten Carl Wilhelm Esser geplant. Auch sie sind in einer traditionalistischen Formensprache gehalten.
Ausgelöst durch die Textilkrise wurden die meisten Gebäude der Siedlung ab 1976 von der Kulmbacher Spinnerei an Privatleute verkauft. Im Zuge dessen wurden von der Kulmbacher Spinnerei auch viele noch freie Bauplätze veräußert, sodass die Siedlung durch zahlreiche neue Einfamilienhäuser wuchs. Die ortsteilprägende Platzgruppe mit dem Gasthaus zur Spinnstube wurde schließlich von der Gemeinde Mainleus 2012 gekauft und von 2018 bis 2021 saniert.
In den topografischen Karten taucht die Ortsbezeichnung erstmals in der Ausgabe von 1939 auf.

### Einwohnerentwicklung
In den Amtlichen Ortsverzeichnissen für Bayern wird Hornschuchshausen erstmals in der Ausgabe von 1952 genannt. Hierin wird für den Stichtag der Volkszählung 1950 eine Einwohnerzahl von 265 angegeben, wohnhaft in 22 Wohngebäuden. Im Jahr 1961 lebten 510 der insgesamt 2747 Einwohner von Mainleus in Hornschuchshausen, 1970 gab es 4182 Einwohner in Mainleus, 439 davon in Hornschuchshausen. Im Jahr 1987 lag die Einwohnerzahl bei 574.

## Baudenkmäler
Die historischen Gebäude der Arbeitersiedlung stehen insgesamt unter Ensembleschutz.
Als Einzeldenkmäler sind folgende Gebäude in die Bayerische Denkmalliste eingetragen: Die Platzgruppe mit dem ehemaligen Gasthaus zur Spinnstube, das Denkmal für die Gefallenen des Ersten Weltkriegs, die Turnhalle aus dem Jahr 1921, das ehemalige Gärtnerhaus, die zwei Mehrfamilienhäuser am Ostrand der Siedlung und die katholische Filialkirche St. Antonius aus dem Jahr 1936.

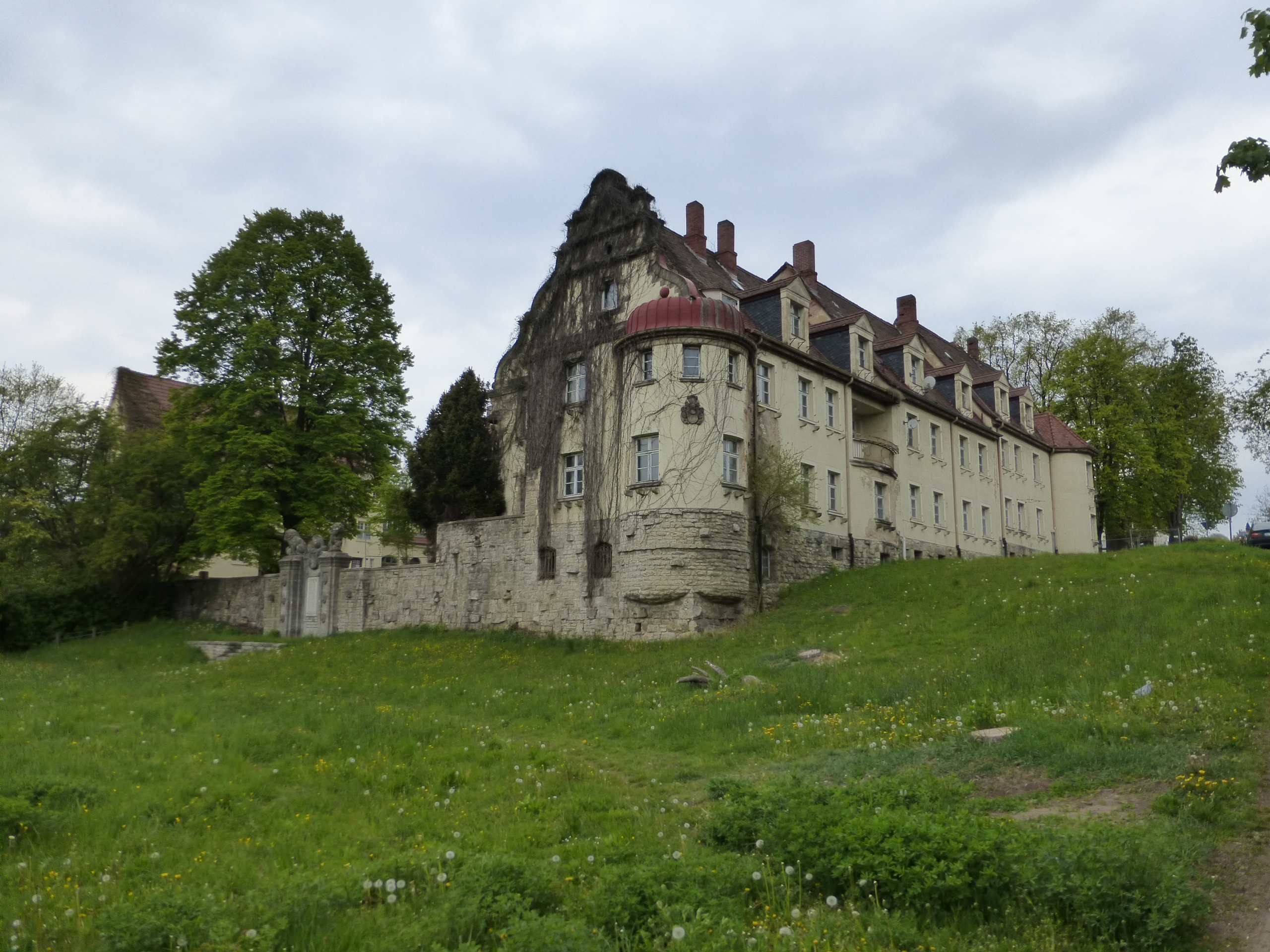
Wohnhäuser für Arbeiter der Spinnerei
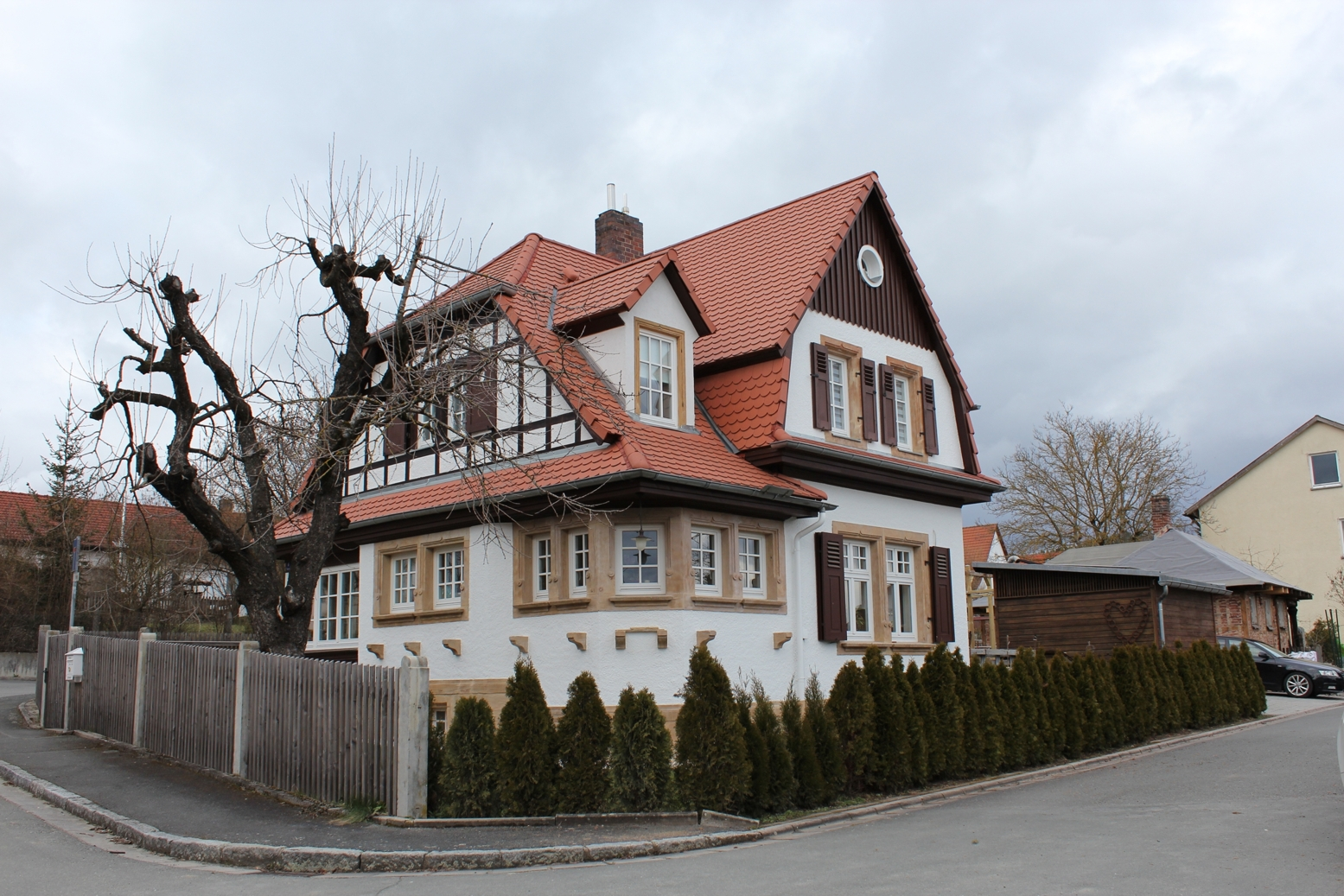
Ehemaliges Gärtnerhaus
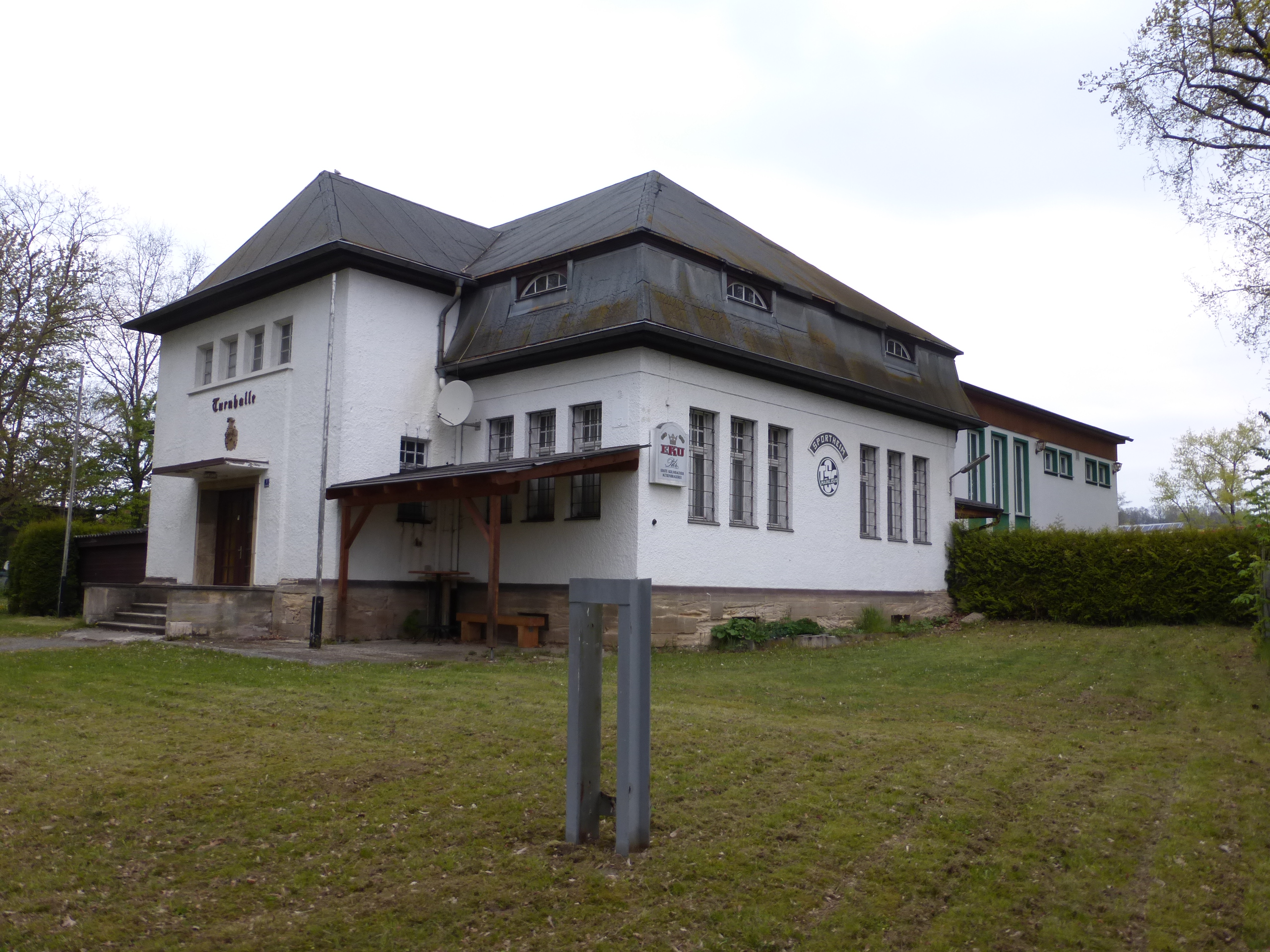
Eingeschossige Turnhalle mit Mansardwalmdach
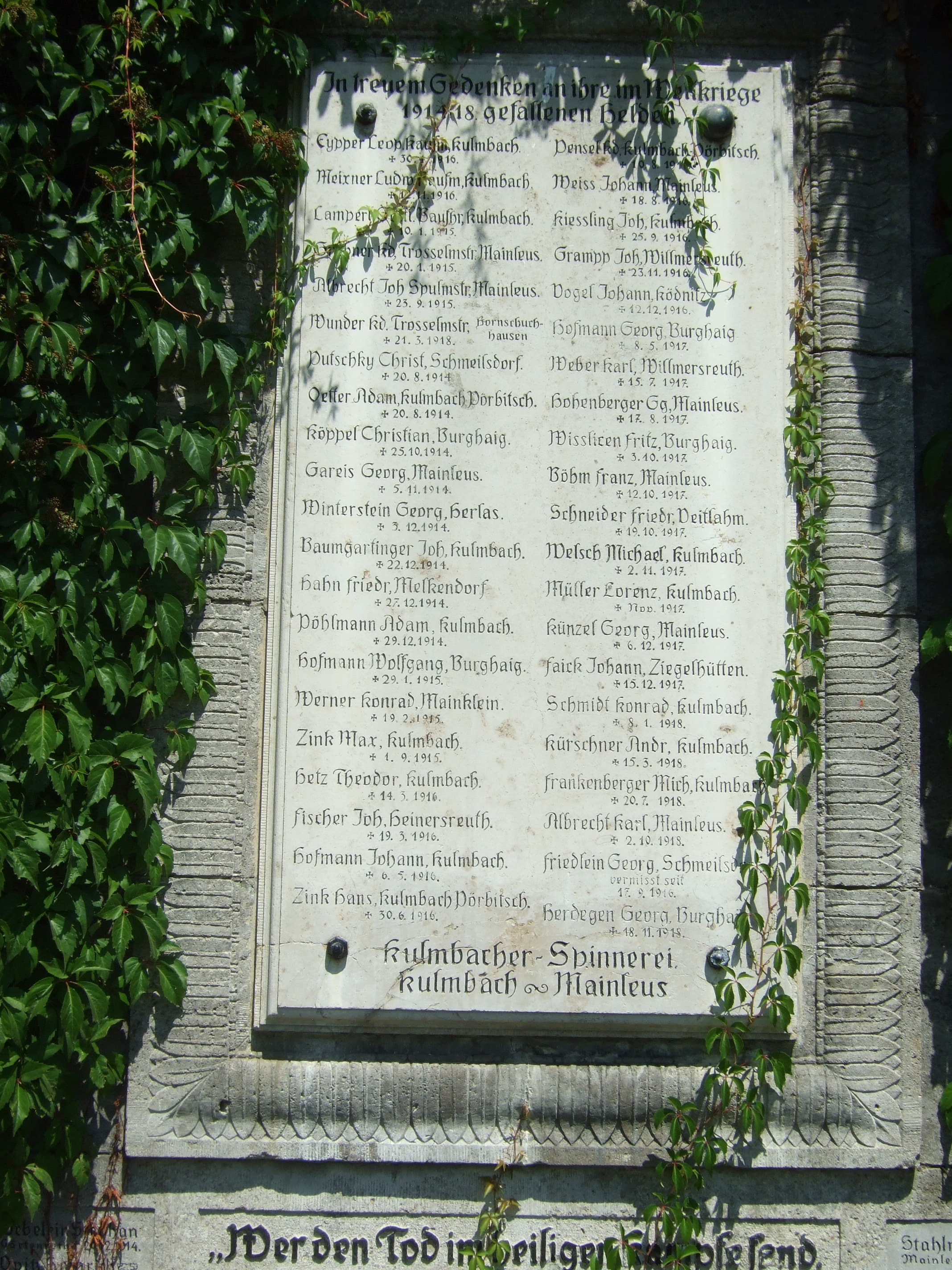
Gefallenen-Denkmal
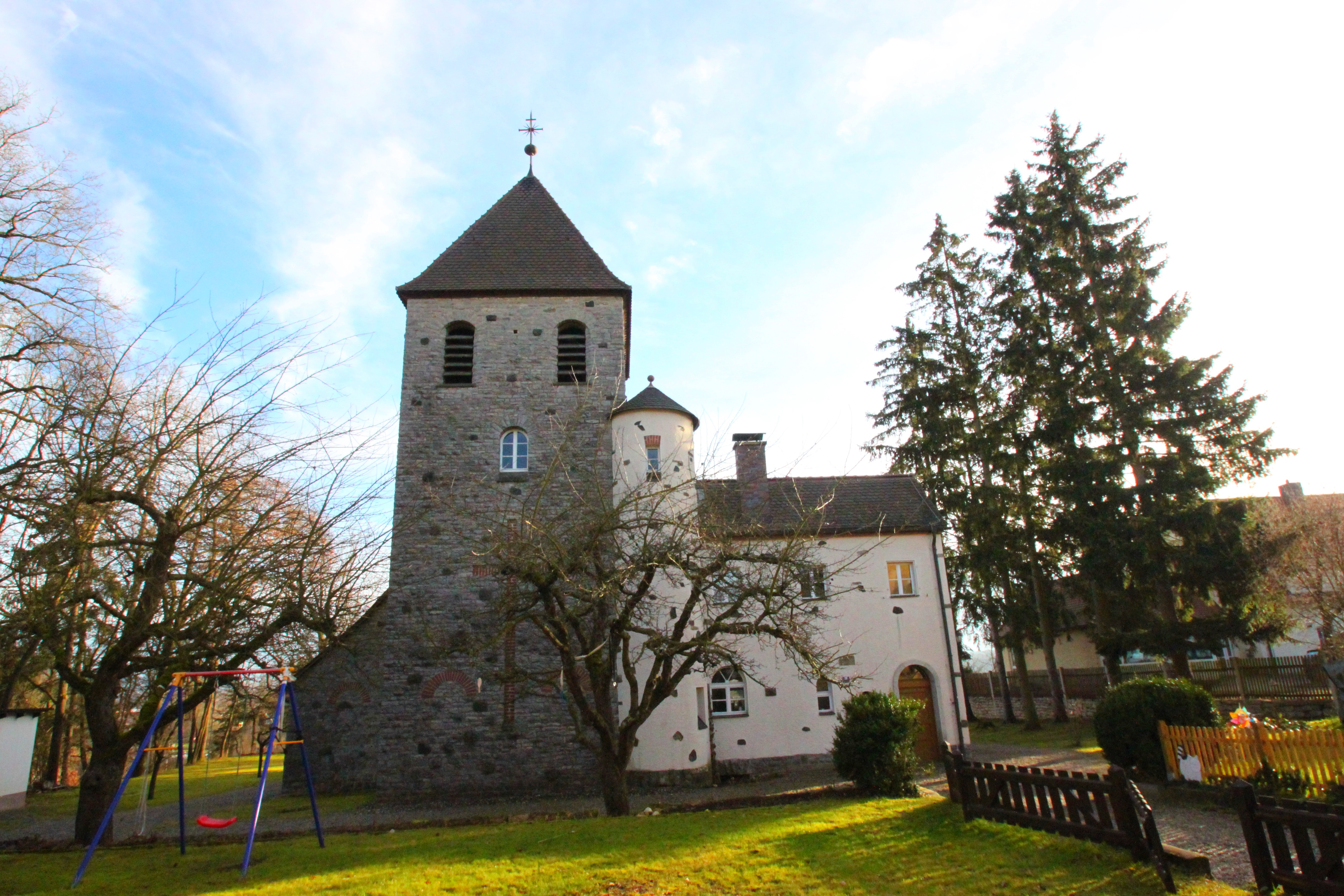
Katholische Filialkirche St. Antonius